# Николаос Любас
Николаос Константину Любас (на гръцки: Νικόλαος Κωνσταντίνου Λιούμπας) е гръцки военен, генерал-лейтенант, от Македония.

## Биография
Любас е роден на 16 ноември 1895 година в костурското село Яновени, тогава в Османската империя, днес Янохори, Гърция. Учи във военно училище в Атина.
Участва в Балканската война, в Първата световна война и в Малоазийската кампания. Награден е с Военен кръст със златен медал на честта. Участва и във Втората световна война. Носител е на множество други военни отличия. Издава в Солун книги по военна стратегия.
Умира на 18 януари 1966 година.